# Fotbal Club Petrocub Hîncești
Il Fotbal Club Petrocub Hîncești, meglio noto come Petrocub Hîncești, è una società calcistica moldava di Hîncești. Milita nella Super Liga, la massima divisione del campionato moldavo.
Ha concluso la Divizia Națională 2017 al terzo posto, prendendo parte alle qualificazioni per la fase a giorni di UEFA Europa League 2018-2019, percorso interrotto al primo turno dai croati dell'Osijek.

## Storia
Il club è stato fondato nel 1994 con la denominazione di Petroclub-Condor, con sede nel comune di Sărata-Galbenă. 
Nel 2001, dopo aver cambiato l'anno precedente denominazione in FC Hîncești (cambiando sede nell'omonima città), la squadra ottiene la sua prima promozione in Divizia Națională. La permanenza nella massima serie dura solo due stagioni: nel corso della stagione 2002-2003, il club si ritira dal campionato per motivi economici.
La stagione successiva al fallimento, la società viene rifondata con la denominazione di Petrocub e ritorna nella città di Sărata-Galbenă, ripartendo dalla Divizia B. Nel 2007, viene ammessa alla serie cadetta, ma nel corso della stagione la squadra viene ritirata dal campionato.
Nel 2013, la squadra riparte nuovamente dalla Divizia B, questa volta con la denominazione di Rapid-2 Petrocub, in quanto formazione affiliata alla Rapid Ghidighici. Al termine della stagione 2013-2014, col fallimento societario della Rapid Ghidighici, il Rapid-2 cambia denominazione, ridiventando nuovamente Petrocub. Nella 2014-2015, in virtù del secondo posto maturato al termine della stagione, la società viene promossa in massima serie per la seconda volta nella sua storia.
Alla vigilia della sua terza stagione nel massimo campionato nazionale, il Petrocub cambia sede, spostandosi da Sărata-Galbenă ad Hîncești.
Nel 2017, in virtù del terzo posto finale, la società ottiene la sua prima storica qualificazione alla UEFA Europa League.
Nel 2020, invece, vince la sua prima coppa nazionale, battendo in finale lo Sfîntul Gheorghe.
Nel 2024, vince il suo primo storico campionato moldavo, ottenendo il pass per i preliminari della UEFA Champions League per la prima volta.

## Denominazioni
1994 - Petroclub-Condor Sărata-Galbenă

1995 - Spicul Sărata-Galbenă

1998 - Petrocub-Spicul Sărata-Galbenă

2000 - Petrocub-Condor Sărata-Galbenă

2001 - FC Hîncești

2005 - Petrocub Sărata-Galbenă

2013 - Rapid-2 Petrocub

2013 - Petrocub Sărata-Galbenă

2015 - Petrocub Hîncești

## Palmarès

### Competizioni nazionali
- Campionato moldavo: 1

2023-2024
- Coppa di Moldavia: 2

2019-2020, 2023-2024
- Divizia B: 2

2004-2005 (Nord), 2013-2014 (Sud)

### Altri piazzamenti
- Campionato moldavo:

Secondo posto: 2020-2021, 2021-2022, 2022-2023
Terzo posto: 2017, 2018, 2019
- Coppa di Moldavia:

Semifinalista: 2016-2017, 2017-2018, 2020-2021, 2022-2023
- Cupa Federației:

Finalista: 2020

## Statistiche e record

### Statistiche nelle competizioni UEFA
Tabella aggiornata alla stagione 2024-2025.
| Competizione                             | Partecipazioni | G  | V | N | P  | RF | RS |
| ---------------------------------------- | -------------- | -- | - | - | -- | -- | -- |
| Coppa dei Campioni/UEFA Champions League | 1              | 4  | 1 | 2 | 1  | 2  | 2  |
| Coppa UEFA/UEFA Europa League            | 4              | 9  | 1 | 2 | 6  | 4  | 13 |
| UEFA Conference League                   | 4              | 18 | 3 | 5 | 10 | 12 | 29 |

## Organico

### Rosa 2019
| N. |                     | Ruolo | Calciatore        |
| -- | ------------------- | ----- | ----------------- |
| 1  | Moldavia (bandiera) | P     | Dorian Răilean    |
| 12 | Moldavia (bandiera) | P     | Victor Străistari |
| 99 | Moldavia (bandiera) | P     | Denis Guțul       |
| 2  | Camerun (bandiera)  | D     | Ndzomo Onana      |
| 3  | Moldavia (bandiera) | D     | Ștefan Burghiu    |
| 4  | Moldavia (bandiera) | D     | Victor Mudrac     |
| 21 | Moldavia (bandiera) | D     | Maxim Potîrniche  |
| 90 | Moldavia (bandiera) | D     | Ion Jardan        |
| 6  | Moldavia (bandiera) | C     | Dan Taras         |
| 8  | Moldavia (bandiera) | C     | Iaser Țurcan      |

| N. |                     | Ruolo | Calciatore                 |
| -- | ------------------- | ----- | -------------------------- |
| 11 | Moldavia (bandiera) | C     | Vladislav Slivca           |
| 20 | Camerun (bandiera)  | C     | Douanla Melachio           |
| 32 | Serbia (bandiera)   | C     | Vladimir Bogdanović        |
| 44 | Camerun (bandiera)  | C     | Jessie Guera Djou          |
| 9  | Moldavia (bandiera) | A     | Vladimir Ambros (capitano) |
| 10 | Moldavia (bandiera) | A     | Alexandru Bejan            |
| 18 | Moldavia (bandiera) | A     | Vadim Gulceac              |
| 19 | Moldavia (bandiera) | A     | Grigore Coșcodan           |
| 27 | Moldavia (bandiera) | A     | Artiom Puntus              |